# Windsorknoten

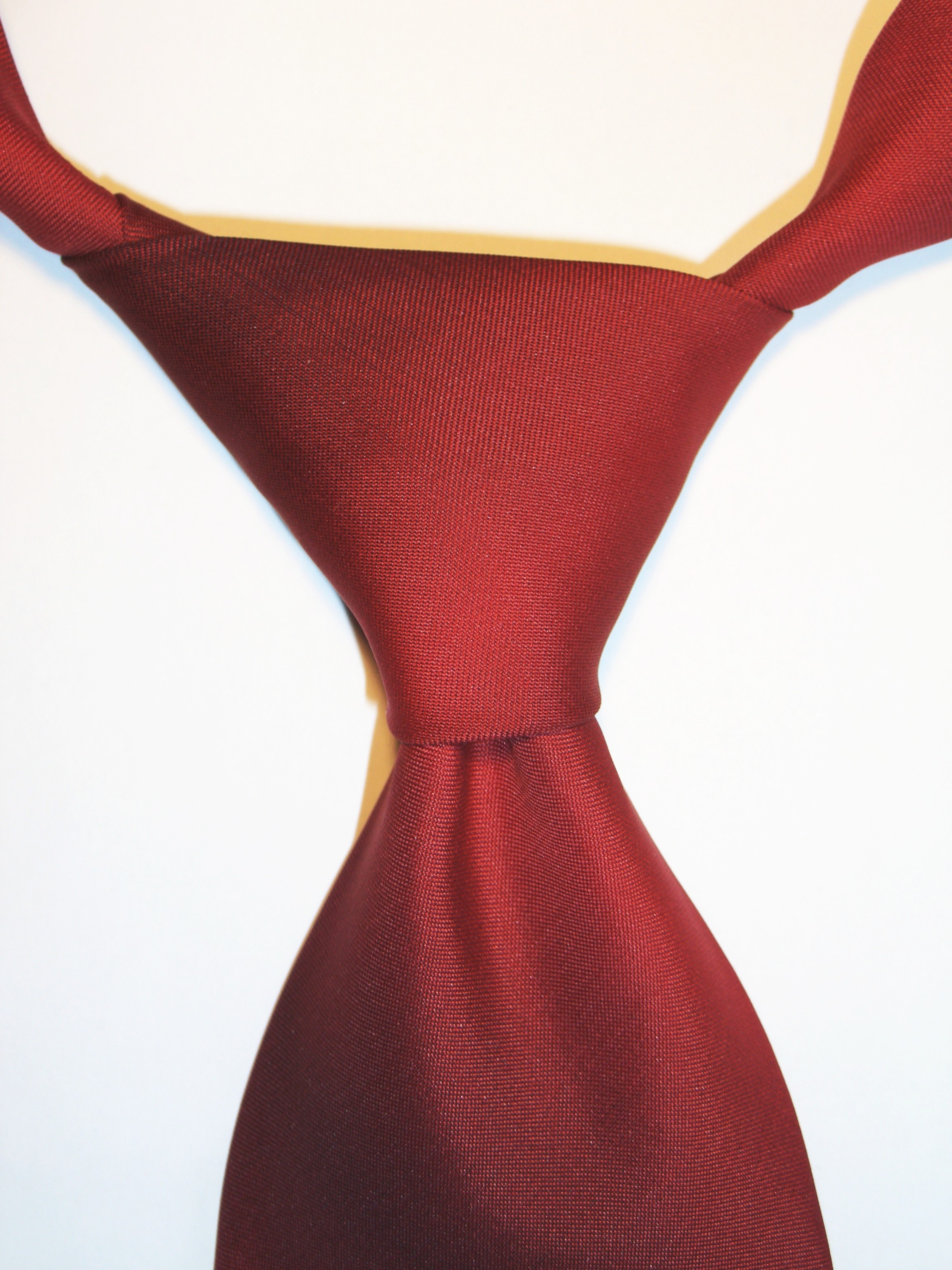
Krawatte mit Windsorknoten

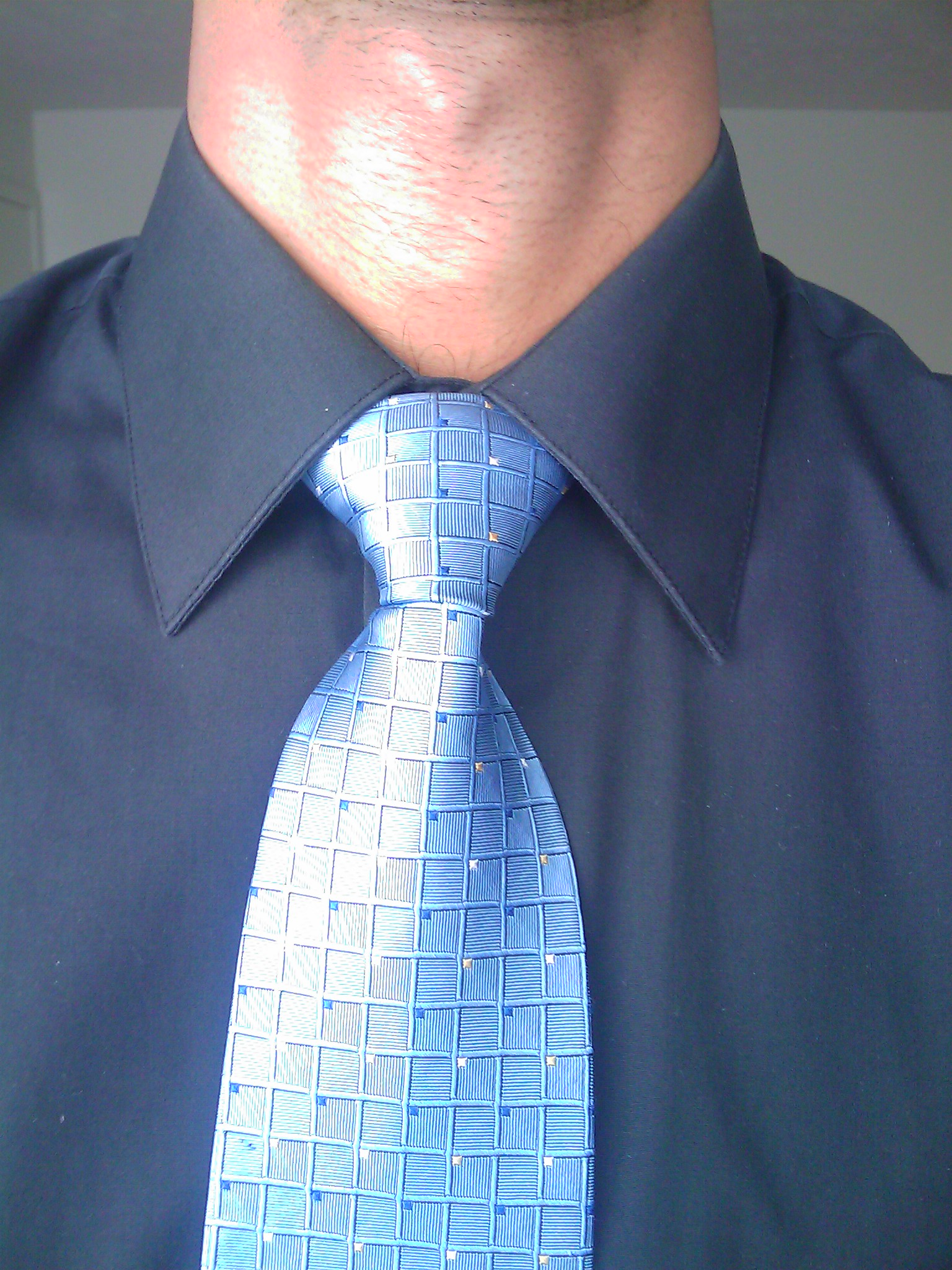
Krawatte mit Windsorknoten

Der Windsorknoten (auch als Großer Windsor oder zur Unterscheidung zum Halben Windsorknoten auch als Doppelter Windsorknoten bezeichnet) ist als Krawattenknoten eine Möglichkeit, eine Krawatte zu binden.

## Entstehung
Die Erfindung des Windsorknotens wird teilweise Eduard VIII. zugesagt, der nach seinem Rücktritt als König des Vereinigten Königreichs den Titel „Duke of Windsor“ bekam – jedenfalls ist der Knote nach dessen Adelstitel benannt. Die Erfindung des Knotens reicht anscheinend weiter zurück, denn Eduards Vater Georg V. soll bereits diesen Knoten getragen haben. Eduard VIII. hingegen soll den Windsorknoten selbst gar nicht getragen haben. In seinen Memoiren: „Man habe den in den Vereinigten Staaten erfundenen Knoten irrtümlich nach ihm benannt.“ Jedoch liebte Eduard VIII. voluminöse Krawattenknoten und verwendete dazu Seidenkrawatten mit einem dicken Futter. Mit einer derartigen Krawatte würde der Four-in-Hand „das Abbild des Knotens zeigen, den der Duke of Windsor auf vielen Fotos trägt.“ Daher sei die Benennung eines dicken Krawattenknotens nach Eduard VIII. nicht auf den Knoten an sich, sondern auf das dicke Tuch seiner Krawatten zurückzuführen, die den Knoten voluminös erscheinen ließen. Im Duden wird die Herkunft „nach dem Herzog von Windsor (1894–1972), der den Knoten populär machte“ angegeben.
Anscheinend wurde der Knoten entwickelt, um die voluminösen Knoten Eduards VIII. mit dünneren Krawatten nachahmen zu können.

## Beschreibung

### Aussehen
Der Windsorknoten ist ein symmetrischer Knoten, der durch die Symmetrie „edel und vornehm“ wirken soll. Das Aussehen des Windsorknoten wird einerseits als „altbacken“, andererseits als „eleganten und zeitlos“ beschrieben. Er ist der voluminöseste der klassischen Krawattenknoten.

### Wozu der Windsorknoten passt
Aufgrund seiner Dicke passt der Windsorknoten sehr gut zu Hemden mit Haifischkragen oder ähnlichen Krägen mit weit auseinanderliegenden Spitzen, andererseits würde er als „zeitloser Klassiker zu jeder Kragenform und zu jedem Anlass“ passen.
Der Windsorknoten wirke eleganter als der Halbe Windsorknoten, was besonders „zu festlichen Anlässen“ passen würde.

## Bindung
Für das Binden des Windsorknotens wird viel Stoff der Krawatte benötigt, wodurch er für „sehr große Männer häufig nicht geeignet“ ist. Da eine Krawatte unabhängig von der Knotenart generell knapp oberhalb des Gürtels aufhört, müssen kleinere Männer das dünne Ende unter Umständen unter den Hosenbund stecken. Der oberste Hemdknopf soll vom Krawattenknoten bedeckt sein.
Da er als etwas komplizierter zu binden gilt als der Halbe Windsorknoten, würde der Windsorknoten nicht zu den Standardknoten zählen. Der Halbe Windsorknoten sei „beliebter und alltagstauglicher“. Auch wenn der Windsorknoten nicht zu den kompliziertesten Knoten gehört, wird doch Fingerspitzengefühl benötigt.
Das dicke Ende wird über das dünne Ende gelegt, woraufhin das dicke Ende von unten durch die dadurch entstehende Schlaufe geführt wird; der Teil des Knotens wird festgezogen. Das breite Ende wird daraufhin nach rechts geführt und dann hinter dem schmalen Ende vorbei. Das breite Ende kommt danach nach vorne und wird links durch die Halsschlaufe geführt wird. Das breite Ende wird von rechts nach links über die Vorderseite gelegt, dadurch entsteht die zum Schluss sichtbare Schlaufe. Nachdem das dicke Ende links hinter die Krawatte gezogen wird, wird es durch diese Schlaufe nach vorn gezogen und der Knoten wird festgezogen.